# 164-я радиотехническая бригада ПВО Украины
164-я радиотехническая бригада ПВО — (в\ч А-1451, укр. 164 радіотехнічна Слобідська бригада Повітряних Сил Збройних Сил України) воинское формирование в составе воздушного командования «Центр» Воздушных Сил ВСУ. Бригада выполняет задачи охраны государственной границы Украины в воздушном пространстве.
Подразделения бригады дислоцируются в семи областях восточной Украины: Харьковской, Сумской, Полтавской, Днепропетровской, Донецкой, Луганской и Запорожской областях. Общая площадь зоны её ответственности составляет около 200 тысяч квадратных километров, где проживает почти 18 миллионов человек.

## История
21 февраля 2008 года бригаде вручили боевое знамя.
В 2012 году безопасность проведения Евро-2012 обеспечивали 15 подразделений бригады (около 500 человек).
22 марта 2012 года произошло нападение на вооружённый караул, часовой Владимир Березюк погиб. Впоследствии военнослужащие были награждены орденом «За мужество» III степени.
В 2014—2015 годах в результате Вооружённого конфликта на востоке Украины подразделения бригады подвергались нападению неизвестных, часть военного имущества была утрачена.
С сентября 2014 для наращивания возможностей обнаружения беспилотных летательных аппаратов, в бригаду начали поставлять современные РЛС Малахит.

## Структура
Структура 164-й радиотехнической бригады ПВО.
- 2315 радиотехнический батальон (в/ч А-1933) пгт. Рогань[6][15]
  - 045 отдельная рота радиолокационной разведки (в/ч А-2057) Полтава
  - 769 отдельная радиолокационная рота (в/ч А-3010) г. Лозовая
  - 770 отдельная радиолокационная рота (в/ч А-0478) Боровая ,
  - 764 отдельная радиолокационная рота (в/ч А-1322) Ахтырка
- 2215 радиотехнический батальон (в/ч А-0194) - г. Луганск
  - 755 отдельная радиолокационная рота (в/ч А-2938) Авдеевка
  - 771 отдельная радиолокационная рота (в/ч А-0523) пгт. Меловое[16]
- 2323 радиотехнический батальон (в/ч А-2109) Мариуполь
  - 761 отдельная радиолокационная рота (в/ч А-2019) Бердянск
- 2316 радиотехнический батальон (в/ч А-2189) Запорожье, 
  - 757 отдельная радиолокационная рота (в/ч А-4611) Ингулец,
  - 756 отдельная радиолокационная рота (в/ч А-1512) Мелитополь
  - 17 отдельная радиолокационная рота (в/ч А-0728) Днепропетровск,

## Командиры
Командование с 1940 года по 2009 год
Командиры 44 отдельного батальона ВНОС
- капитан Зинченко А. В. с 17.09.1940
- капитан Бейлихес В. А. с 19.12.1941
- майор Гончаренко Н. А. с 12.04.1945
- майор Бейлихес В. А. с 26.11.1945
- подполковник Гончаров А. А. с 2.08.1947
- подполковник Павличенко Н. Д. с 2.10.1948
- майор Шишанов А. И. с 18.12.1951
- подполковник Дьяченко И. Г. с 11.05.1951
- майор Зильберман И. Л. с 16.04.1956

Командиры 79-й радиотехнического полка
- подполковник Ланько Г. Ф. с 17.09.1957
- подполковник Рябушев Г. Т. с 05.07.1960
- подполковник Рождественский В. В. с 10.06.1961
- подполковник Заец Д. И. с 08.07.1969
- подполковник Дацкий О. С. с 23.12.1974
- подполковник Кудрин А. Г. с 02.02.1976
- подполковник Шабалдин В. А. с 09.07.1979
- подполковник Щеголев В. И. с 16.05.1982

Командиры 164 радиотехнической бригады
- подполковник Кокорин Н. И. с 14.07.1988
- полковник Андреев Н. К. с 20.10.1990
- полковник Рафальский Ю. И. с 20.09.1996
- полковник Бакуменко Б. В. с 30.10.1999
- полковник Петручик В. И. с 12.12.2005
- полковник Ковалевський С. Н. с 10.04.2007
- полковник Гринчак Р. Н. с 2011